# Alex Timossi Andersson
Alex Emilio Timossi Andersson (Helsingborg, 19 januari 2002) is een Zweeds voetballer die doorgaans speelt als vleugelspeler. In augustus 2023 verruilde hij sc Heerenveen voor IF Brommapojkarna.

## Clubcarrière
Andersson speelde in de jeugd van Stattena IF en werd in 2013 opgenomen in de opleiding van Helsingborgs IF. Voor deze club maakte hij in 2017 zijn debuut, op 17 april in eigen huis tegen Gefle IF (1–1). Hij moest hier op de bank beginnen en mocht de laatste vijf minuten meespelen als vervanger van Martin Christensen. Aan het einde van het kalenderjaar bereikte Helsingborgs IF een akkoord met Bayern München over een transfer voor Andersson, initieel per 1 juli 2019. Deze transferdatum werd uiteindelijk een jaar teruggehaald, waardoor hij medio 2018 al naar München verkaste. Na een jaar bij het tweede elftal van de Beierse club huurde Helsingborgs hem in februari 2020 voor het aankomende seizoen. Na het vertrek van Andersson was de club kampioen geworden op het tweede niveau, waardoor het nu uitkwam in de Allsvenskan.
In januari 2021 keerde Andersson terug naar Bayern. Hier zou hij niet lang blijven, want een maand later huurde Austria Klagenfurt hem tot het einde van het seizoen. In dat halve jaar promoveerde Austria Klagenfurt naar de Bundesliga. Hierop werd de verhuurperiode met een jaar verlengd. In de zomer van 2022 werd Andersson overgenomen door sc Heerenveen, waar hij zijn handtekening zette onder een verbintenis voor de duur van vier seizoenen. In zijn eerste seizoen kwam hij tot dertien competitiewedstrijden, waarvan twaalf als invaller. In augustus 2023 keerde hij terug naar Zweden, waar hij voor IF Brommapojkarna ging spelen.

## Clubstatistieken
| Seizoen | Club                 | Competitie  | Competitie | Competitie | Beker | Beker | Internationaal | Internationaal | Totaal | Totaal |
| Seizoen | Club                 | Competitie  | Wed.       | Dlp.       | Wed.  | Dlp.  | Wed.           | Dlp.           | Wed.   | Dlp.   |
| ------- | -------------------- | ----------- | ---------- | ---------- | ----- | ----- | -------------- | -------------- | ------ | ------ |
| 2017    | Helsingborgs IF      | Superettan  | 18         | 2          | 3     | 2     | —              | —              | 21     | 4      |
| 2018    | Helsingborgs IF      | Superettan  | 9          | 0          | 3     | 1     | —              | —              | 12     | 1      |
| 2018/19 | Bayern München       | Bundesliga  | 0          | 0          | 0     | 0     | 0              | 0              | 0      | 0      |
| 2020    | → Helsingborgs IF    | Allsvenskan | 28         | 5          | 0     | 0     | —              | —              | 28     | 5      |
| 2020/21 | → Austria Klagenfurt | 2. Liga     | 15         | 4          | 2     | 0     | —              | —              | 17     | 4      |
| 2021/22 | → Austria Klagenfurt | Bundesliga  | 29         | 5          | 4     | 0     | —              | —              | 33     | 5      |
| 2022/23 | sc Heerenveen        | Eredivisie  | 13         | 0          | 3     | 0     | —              | —              | 16     | 0      |
| 2023    | IF Brommapojkarna    | Allsvenskan | 8          | 0          | 2     | 1     | —              | —              | 10     | 1      |
| 2024    | IF Brommapojkarna    | Allsvenskan | 29         | 5          | 5     | 0     | —              | —              | 34     | 5      |
| 2025    | IF Brommapojkarna    | Allsvenskan | 0          | 0          | 3     | 0     | —              | —              | 3      | 0      |
| Totaal  | Totaal               | Totaal      | 149        | 21         | 25    | 4     | 0              | 0              | 174    | 25     |

Bijgewerkt op 20 maart 2025.

## Erelijst
| Superettan | 1 | 2018 |